# Тонар-6528
Тонар-6528 — крупнотоннажный грузовой автомобиль с кузовом самосвал, выпускаемый российским машиностроительным заводом «Тонар».

## История
Решение о начале разработки и производства грузовых автомобилей было принято в 2006 году, когда технический директор «Тонара» Юрий Вайнштейн посетил предприятия американской компании «Freightliner». Первый показ трехосных автомомобилей прошел в конце 2008 г., а в 2010 году были официально представлены получившие "одобрение типа" самосвал Тонар-6528 (6 × 4) и два седельных тягача — Тонар-5422 (4 × 2) и Тонар-6428 (6 × 4). Летом того же года седельные тягачи в составе автопоездов "Тонар" успешно участвовали в автопробеге «Москва—Владивосток», а осенью начался серийный выпуск автомобилей. Прием заказов начат с 2011 года.

## Устройство
Автомобиль имеет кабину MAN F2000, выпускаемую китайской фирмой «Shaanxi». Коробка передач — 12-ступенчатая, также производимая «Shaanxi». Первоначально устанавливались двигатели «Cummins», однако из-за сложностей с запчастями, от него решили отказаться в пользу мотора ЯМЗ-650.
В отличие от тягачей, самосвал имеет рессорную подвеску.
Разгрузка самосвала осуществляется назад. Кузов унифицирован с кузовами прицепной и полуприцепной техники «Тонар». Соответственно, высота борта (погрузочная высота), а равно вместимость кузова, могут варьироваться в широких пределах по спецификации заказчика.

## Технические характеристики
- Колёсная формула — 6 × 4
- Весовые параметры и нагрузки, а/м
  - Снаряженная масса а/м, кг — 12430
  - Грузоподъёмность, кг — 21070
  - Полная масса, кг — 33500
- Двигатель
  - Модель — ЯМЗ-650.10 (Euro-3)
  - Тип — дизельный с турбонаддувом
  - Мощность, кВт(об/мин) — 303(1900)
  - Максимальный крутящий момент, Н·м (об/мин) — 1870(1200)
  - Расположение и число цилиндров — рядное, 6
  - Рабочий объём, л — 11,12
- Коробка передач
  - Тип — механическая, 12-ступенчатая
- Кабина
  - Тип — расположенная над двигателем
  - Исполнение — с одним спальным местом и кондиционером
- Колеса и шины
  - Тип колес — дисковые
  - Тип шин — пневматические, бескамерные, индекс грузоподъемности 152/148, индекс скорости J или K
  - Размер шин — 11.00 R20 (300 R508)